# Esteban Lazarević
San Stefan Lazarević (en serbio cirílico: Стефан Лазаревић, castellanizado Esteban Lazarevich; 1377 - 19 de julio de 1427) fue un gobernante de Serbia. Era el hijo y heredero del príncipe Lazar (en serbio Knez Lazar, Кнез Лазар), que murió en la batalla de Kosovo contra los otomanos en 1389, y la princesa Milica, de la rama subordinada de la dinastía Nemanjić. Asumió el título de Déspota, y gobernó sobre el Despotado de Serbia, siendo además poeta y modernizador. Su reinado y su obra literaria personal se asocian a veces con signos tempranos del Renacimiento en los Balcanes. Introdujo los torneos de caballeros, tácticas de batalla modernas, y las armas de fuego en Serbia.

## Biografía
El joven Stefan recibió una buena educación y pronto demostró sus dotes para la poesía y la escritura. Tras la derrota serbia en la batalla de Kosovo, donde murió su padre el príncipe Lazar, Stefan, todavía menor de edad, heredó el trono de Serbia. Su madre, en calidad de regente, se vio obligada a aceptar una relación de vasallaje con los turcos.

### Alianzas y guerras

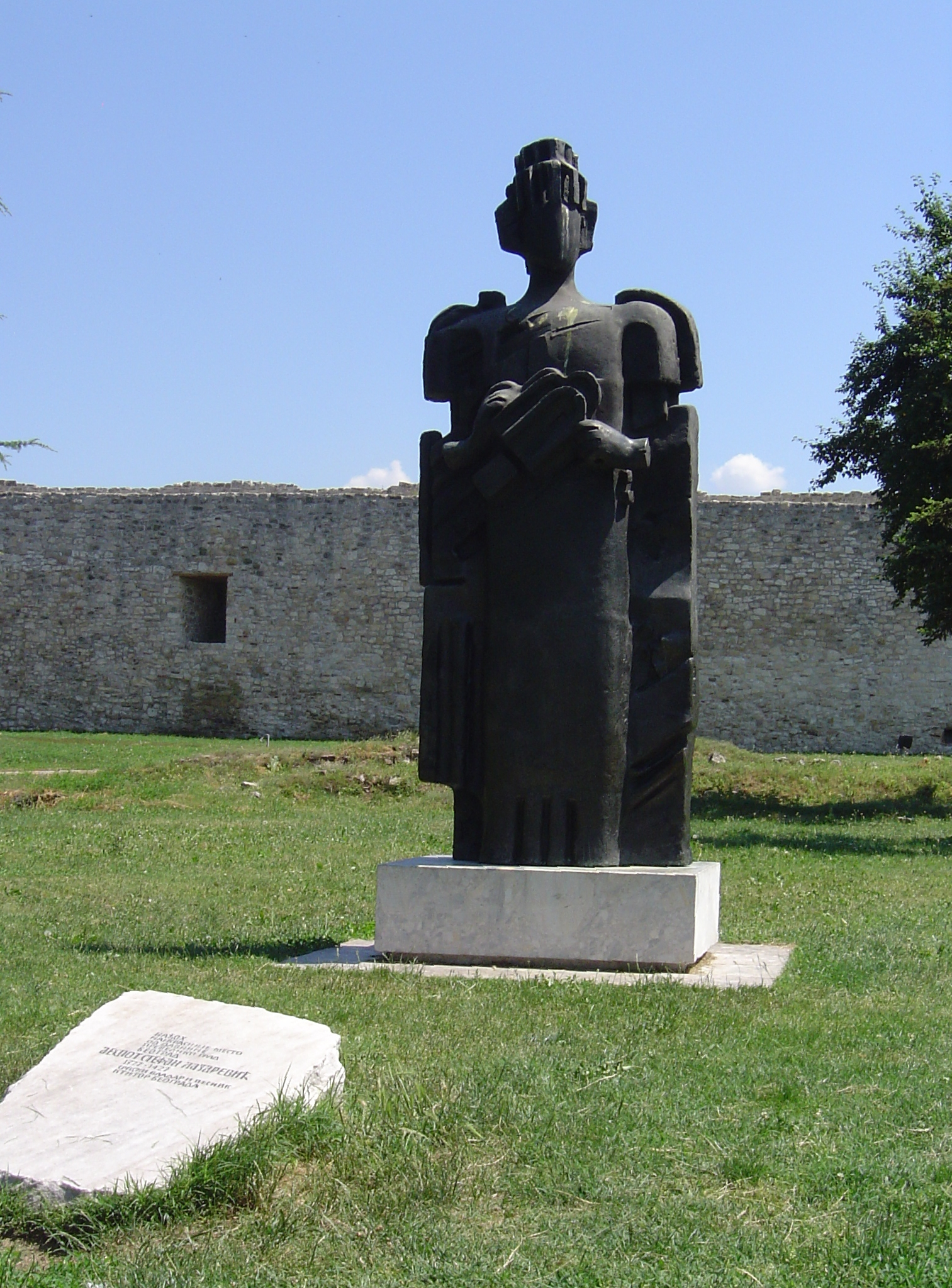
Monumento a Stefan Lazarevic en Kalemegdan.

Stefan se convirtió en príncipe en 1389, y participó como vasallo del Imperio otomano en la batalla de Karanovasa en 1394, la Batalla de Rovine en 1395, la Batalla de Nicópolis en 1396, y en la batalla de Ankara en 1402. Como recompensa, recibió de los turcos las posesiones del noble serbio Vuk Branković en Kosovo.  Se convirtió en déspota de Serbia en 1402, después de que el estado otomano colapsara temporalmente tras la invasión de Anatolia por parte de  Tamerlán tras la batalla de Ankara, lo que aprovechó Stefan para forjar relaciones diplomáticas con el Imperio bizantino. Su rey, Juan VII Paleólogo, le concedió el título de despotes en agosto de ese año. En 1403 proclamó Belgrado como capital. Ordenó la construcción de una fortaleza con una ciudadela, que fue destruida durante la Gran Guerra Turca en 1690, quedando sólo en pie la Torre del Déspota Stefan. Stefan derrotó a los turcos en la Batalla de Despotovac en 1406, tras la cual Serbia estuvo en paz con los otomanos durante mucho tiempo.
En 1403, Stefan se convirtió en aliado del Reino de Hungría, que le ayudó en su lucha contra Vuk Lazarovic, a quien derrotó y asesinó, con ayuda otomana, en 1410 A cambio del vasallaje, recibió Belgrado, la región de Macva, la fortaleza de Golubac en el Danubio, la ciudad minera de Srebrenica y posesiones en el sur de Hungría. Esta alianza le valió ser nombrado caballero de una orden especial: cuando el rey Segismundo de Hungría fundó la Orden del Dragón (Societas draconistrarum) en 1408, Stefan Lazarevic fue el primero de su lista de miembros. En 1404, Segismundo otorgó a Lazarević la tierra de la actual Vojvodina (y parte de Panonia, en la actual Belgrado), incluyendo Zemun (hoy parte de Belgrado), Slankamen, Kupinik, Mitrovica, Bečej, y Veliki Bečkerek. En 1417, incorporó también Apatin. También logró conciliar sus diferencias con la familia Brankovic, y su sobrino Djuradj en particular.
En 1426 estuvo en la ciudad real de Buda, e inclinándose ante el rey húngaro Segismundo, reconoció su situación de vasallaje ante él. Stefan murió el siguiente año el 30 de julio de 1427.

### Gobierno

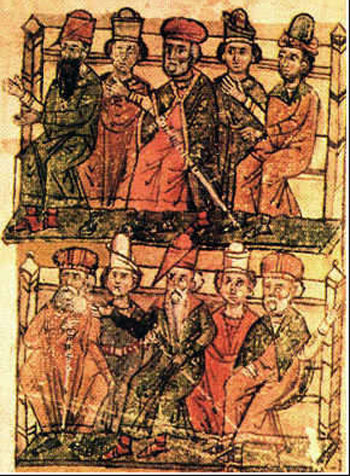
Ilustración del del famoso Código de Minas de Stefan Lazarevic.

Bajo su gobierno, emitió un Código de Minas en 1412 en Novo Brdo, el centro económico de Serbia. Este código garantizaba los derechos a los trabajadores de las minas de plata de Novo Brdo y Srebrenica y su seguridad en todas las actividades mineras. En su legado, el Monasterio de Manasija, organizó la Escuela Resava, un centro para la corrección, traducción y transcripción de libros.
Con Stefan Lazarvic se produjo en Serbia un florecimiento del comercio y la artesanía. Se benefició también de sus conexiones con el Adriático y el Danubio para realizar un intenso comercio con dos zonas económicas importantes. También hubo un importante progreso urbano, con la llegada a las ciudades de comercios y hombres de negocios del extranjero, especialmente en Dubrovnik, lo que ayudó en parte al país a desprenderse de su pasado feudal.

### Muerte
Stefan Lazarević murió repentinamente y sin descendencia en 1427, dejando el trono a su sobrino Đurađ Branković. Sus hechos finalmente lo elevaron a la santidad, y la Iglesia Ortodoxa Serbia le honra el 1 de agosto. El Déspota Stefan está enterrado en el monasterio Koporin, que había construido en 1402, Como hizo con el más grande y famoso monasterio Manasija en 1407. De hecho, Manasija fue concebido como su mausoleo, pero debido a lo repentino de su muerte fue su hermano Vuk Lazarević quien fue enterrado allí.

### Matrimonio
Stefan se casó en 1405 con Helena Gattilusio, hija de Francisco II de Lesbos y Valentina Doria. No tuvieron hijos conocidos.

## Obra literaria
Además de las notas biográficas en cartas y especialmente en el código del Novo Brdo Mine (1412), Stefan Lazarević escribió tres obras originales literarias: "Llanto doloroso por el príncipe Lazar" (1389); "La inscripción en la columna de mármol de Kosovo" (1404); y "un homenaje al amor" (1409), una epístola poética a su hermano Vuk.

## Ancestros
| \| \| \| \| \| \| \| \| \| \| \| \| \| \| \| \| \| \| \| \| 4. Pribac Hrebeljanović \| \| \| \| \| \| \| \| \| \| \| \| \| \| \| \| \| \| \| \| \| \| \| \| \| \| \| \| \| \| \| \| \| \| \| \| \| \| \| \| \| \| \| \| \| \| \| \| \| \| \| \| \| \| 2. Lazar Hrebeljanović \| \| \| \| \| \| \| \| \| \| \| \| \| \| \| \| \| \| \| \| \| \| \| \| \| \| \| \| \| \| \| \| \| \| \| \| \| \| \| \| \| \| \| \| \| \| \| \| \| \| \| \| \| \| 1. Esteban Lazarević \| \| \| \| \| \| \| \| \| \| \| \| \| \| \| \| \| \| \| \| \| \| \| \| \| \| \| \| \| \| \| \| \| \| \| \| \| \| \| \| \| \| \| \| \| \| \| \| \| \| \| \| \| \| 24. Dmitar Nemanjić \| \| \| \| \| \| \| \| \| \| \| \| \| \| \| \| \| \| \| \| \| \| \| \| \| \| \| \| \| \| \| \| \| \| \| \| \| \| \| \| \| \| \| \| \| \| \| \| \| \| \| \| \| \| 12. Vratislav Nemanjić \| \| \| \| \| \| \| \| \| \| \| \| \| \| \| \| \| \| \| \| \| \| \| \| \| \| \| \| \| \| \| \| \| \| \| \| \| \| \| \| \| \| \| \| \| \| \| \| \| \| \| \| \| \| 6. Vratko Nemanjić \| \| \| \| \| \| \| \| \| \| \| \| \| \| \| \| \| \| \| \| \| \| \| \| \| \| \| \| \| \| \| \| \| \| \| \| \| \| \| \| \| \| \| \| \| \| \| \| \| \| \| \| \| \| 3. Milica Nemanjić \| \| \| \| \| \| \| \| \| \| \| \| \| \| \| \| \| \| \| \| \| \| \| \| \| \| \| \| \| \| \| \| \| \| \| \| \| \| \| \| \| \| \| \| \| \| \| \| \| \| \| \| |                         |  |  |  |  |  |  |  |  |  |  |  |  |  |  |  |
| |                         |  |  |  |  |  |  |  |  |  |  |  |  |  |  |  |
| | 4. Pribac Hrebeljanović |  |  |  |  |  |  |  |  |  |  |  |  |  |  |  |
| |                         |  |  |  |  |  |  |  |  |  |  |  |  |  |  |  |
| |                         |  |  |  |  |  |  |  |  |  |  |  |  |  |  |  |
| | 2. Lazar Hrebeljanović  |  |  |  |  |  |  |  |  |  |  |  |  |  |  |  |
| |                         |  |  |  |  |  |  |  |  |  |  |  |  |  |  |  |
| |                         |  |  |  |  |  |  |  |  |  |  |  |  |  |  |  |
| | 1. Esteban Lazarević    |  |  |  |  |  |  |  |  |  |  |  |  |  |  |  |
| |                         |  |  |  |  |  |  |  |  |  |  |  |  |  |  |  |
| |                         |  |  |  |  |  |  |  |  |  |  |  |  |  |  |  |
| | 24. Dmitar Nemanjić     |  |  |  |  |  |  |  |  |  |  |  |  |  |  |  |
| |                         |  |  |  |  |  |  |  |  |  |  |  |  |  |  |  |
| |                         |  |  |  |  |  |  |  |  |  |  |  |  |  |  |  |
| | 12. Vratislav Nemanjić  |  |  |  |  |  |  |  |  |  |  |  |  |  |  |  |
| |                         |  |  |  |  |  |  |  |  |  |  |  |  |  |  |  |
| |                         |  |  |  |  |  |  |  |  |  |  |  |  |  |  |  |
| | 6. Vratko Nemanjić      |  |  |  |  |  |  |  |  |  |  |  |  |  |  |  |
| |                         |  |  |  |  |  |  |  |  |  |  |  |  |  |  |  |
| |                         |  |  |  |  |  |  |  |  |  |  |  |  |  |  |  |
| | 3. Milica Nemanjić      |  |  |  |  |  |  |  |  |  |  |  |  |  |  |  |
| |                         |  |  |  |  |  |  |  |  |  |  |  |  |  |  |  |
| |                         |  |  |  |  |  |  |  |  |  |  |  |  |  |  |  |